# Johann Peter Vögel

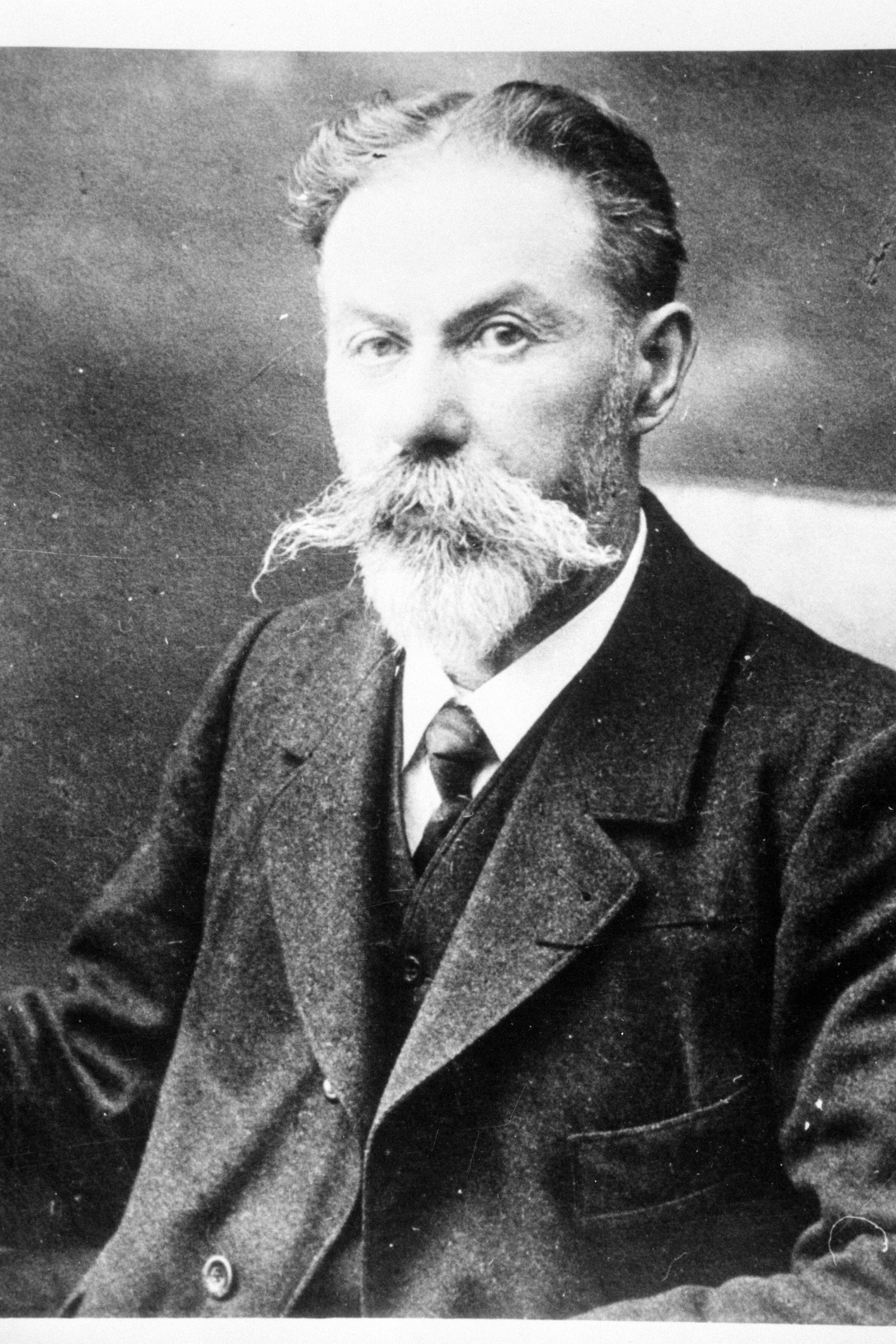
Johann Peter Vögel

Johann Peter Vögel (* 8. Dezember 1852 in Doren; † 1. Februar 1936 ebenda) war ein österreichischer Politiker aus dem Bundesland Vorarlberg. Er war unter anderem als Abgeordneter zum Vorarlberger Landtag und als Bürgermeister der Gemeinde Doren tätig.

## Leben und Wirken
Der am 8. Dezember 1852 in der Bregenzerwäldergemeinde Doren geborene Johann Peter Vögel war in seiner Heimatgemeinde als Löwenwirt und Bierbrauer tätig. Er war Vorsteher der Gemeinde Doren, einmal von 1879 bis 1900 und später von 1912 bis 1919. Dem Vorarlberger Landtag hat Johann Peter Vögel von 1909 bis 1918 als Vertreter der Landgemeinden des Bezirkes Bregenz angehört. Als Kaiserjäger hat Vögel im Jahre 1878 an der Okkupation von Bosnien-Herzegowina teilgenommen. In der Gemeindevertretungssitzung vom 3. August 1926 wurde Vögel zum Ehrenbürger der Gemeinde Doren ernannt.